# مينوسيكلين
مينوسيكلين Minocycline  هو مينوسيكلين هيدروكلوريد.

## الزمرة الدوائية
صاد حيوي من زمرة التتراسكلينات.

## الاستعمال
- علاج الانتانات الناجمة عن العوامل الممرضة سلبية وإيجابية الغرام المتحسسة له.
- علاج العد، وعلاج حامل المكورات السحائية.

## الآلية
يثبط عملية تركيب البروتينات الجرثومية بارتباطه مع الوحيدات الريبوزومية 30S وربما مع 50S، وهو لا يؤثر على عملية تصنيع الجدار الخلوي الجرثومي.

## الحرائك الدوائية
- الامتصاص: يمتص بشكل جيد.
- التوزع: يعبر المشيمة، وينتشر إلى حليب الثدي، يترسب معظم الجرعة لفترة طويلة في النسيج الشحمي.
- الارتباط البروتيني: 70-75%
- العمر النصفي: 15 ساعة.
- الإطراح: بالكلية.

## الحمل
ينتمي لأدوية المجموعة D

## الآثار الجانبية
-	تحدث بنسبة تزيد عن 10%:
- متنوعة: تلون أسنان الأطفال.

- تحدث بنسبة 1-10%:
- جلدية: حساسية للضياء.
- هضمية: غثيان، إسهال.

- تحدث بنسبة تقل عن 1%:
- قلبية وعائية: التهاب التامور.
- عصبية مركزية: ارتفاع التوتر داخل القحف، انتباج اليوافيخ عند الولدان.
- جلدية: حكة، التهاب جلد تقشري، طفح، تصبغ الأظافر.
- غدية استقلابية: متلازمة البيلة التفهة.
- هضمية: إقياء، التهاب مري، قمه، معص بطني.
- عصبية عضلية: مذل.
- كلوية: آزوتيمية، قصور كلوي حاد.
- متنوعة: انتانات متراكبة، تأق.

## التداخلات الدوائية
1. تنقص شدة تأثيره عند إشراكه مع مضادات الحموضة أو أملاح البزموت أو بيكربونات الصوديوم أو الباربيتورات أو الكاربامازبين
2. تنقص شدة تأثير حبوب منع الحمل عند إشراكها مع هذا المحضر.

## الجرعة
- الأطفال الذين تزيد أعمارهم عن 8سنوات )فموي، حقن وريدي): نبدأ بجرعة 4ملغ/كغ ثم نتبعها بجرعة 2ملغ/كغ كل 12 ساعة.
- البالغين:

- الإنتان (فموي، حقن وريدي): نبدأ بجرعة 200ملغ ثم نتبعها بجرعة 100ملغ كل 12 ساعة بحيث لا تزيد الجرعة اليومية الكلية عن 400ملغ/24ساعة.
-	العد (فموي): 50ملغ 1-3مرات/يوم.
- يستطب تسريب جرعته المعدة للحقن الوريدي على مدى ساعة كاملة.
- لا يطرح بالديلزة الدموية (0-5%) وبالتالي لا حاجة لإعطاء جرعة داعمة منه بعد جلسة الديال.
- يجب تجنب التعرض غير الضروري لأشعة الشمس.

## المستحضرات الصيدلانية
- كبسول: 50ملغ، 100ملغ.
- معلق فموي: 50ملغ/5مل (60مل)
- محلول معد للحقن: 100ملغ.

## مضادات الاستطباب
- فرط الحساسية له أو لأحد مكوناته أو لأحد التتراسكلينات
- لا يستخدم عند الأطفال الذين تقل أعمارهم عن 8 سنوات

## تحذيرات
1. يجب عدم استخدامه عند الأم الحامل أو المرضع، أو عند المريض المصاب باضطراب الوظيفة الكلوية.
2. قد يسبب تناوله ظهور ارتكاسات حساسية للضياء عند بعض المرضى.